# کاریاس
کاریاس (به اسپانیایی: Carrias) یک شهرستان در اسپانیا است.